# لویس پاول
لویس پاوِل (انگلیسی: Lewis Powell; ۲۲ آوریل ۱۸۴۴ – ۷ ژوئیهٔ ۱۸۶۵) سرباز ارتش ایالات مؤتلفه اهل ایالات متحده آمریکا بود که اقدام به ترور ویلیام اچ. سورد، وزیر امور خارجه ایالات متحده آمریکا کرد و از همدستان جان ویلکس بوث در ترور آبراهام لینکلن به شمار می‌آمد.
پاول و سه نفر دیگر، از جمله ماری سارات، توسط یک دادگاه نظامی محکوم به اعدام شدند و در واشینگتن آرسنال اعدام شدند.